# East London Line
East London Line – dawna linia metra londyńskiego funkcjonująca w latach 1869-2007 oraz linia kolei funkcjonująca ponownie od 2010.
Po trwającym prawie dwa i pół roku generalnym remoncie połączonym z przedłużeniem linii, 23 maja 2010 została przywrócona do użytku, tym razem w ramach sieci kolejowej. Dalsza przebudowa w latach 2010-12 - przedsięwzięcie to zrealizowano jako część programu inwestycyjnego związanego z przygotowaniami do igrzysk olimpijskich w 2012 roku. 

## Metro
W czasach swej przynależności do sieci metra, East London Line była przedostatnią linią pod względem długości – krótsza była jedynie Waterloo & City line. Jej trasa liczyła 7,4 km, zaś liczba obsługiwanych stacji wynosiła osiem. Jako jedyna linia nie posiadała ani jednej stacji w centrum Londynu, czyli w pierwszej strefie biletowej. W ostatnim roku eksploatacji przewiozła niespełna 11 milionów pasażerów. Została zamknięta 22 grudnia 2007 roku. 

## Kolej
Po trwającym blisko dwa i pół roku całkowitym zamknięciu, ograniczony ruch na linii został wznowiony 23 kwietnia 2010, zaś pełną przepustowość osiągnęła 23 maja 2010. Północnym krańcem linii była wówczas stacja Dalston Junction, zaś krańcem południowym stacja West Croydon. W lutym 2011 został otwarty kolejny odcinek linii, za sprawą którego linia przedłużyła się na północ o dwie kolejne stacje, a jej nowym krańcem została stacja Highbury & Islington. Linia obsługiwana jest przez przewoźnika London Overground, należącego do władz samorządowych Londynu. Firma ta używa do jej obsługi elektrycznych zespołów trakcyjnych typu British Rail Class 378, wyprodukowanych przez koncern Bombardier Transportation. 

## Mapa
Legenda:

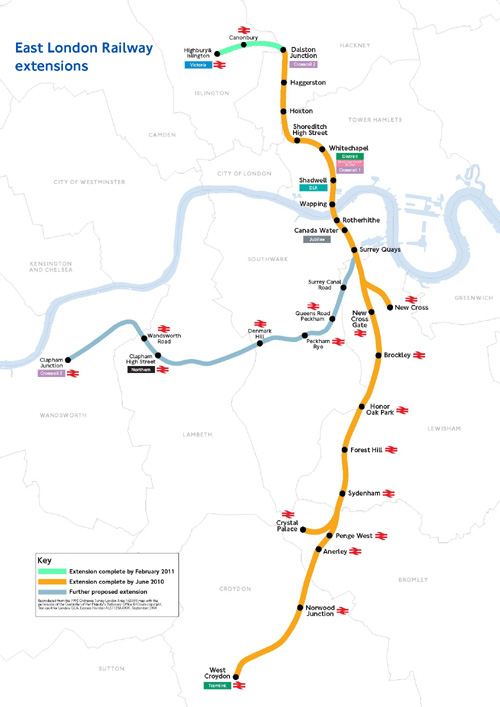

- kolor pomarańczowy - odcinek linii otwarty wiosną 2010 roku
- kolor seledynowy - odcinek otwarty w lutym 2011 roku
- kolor niebieski - planowana druga odnoga linii

## Galeria

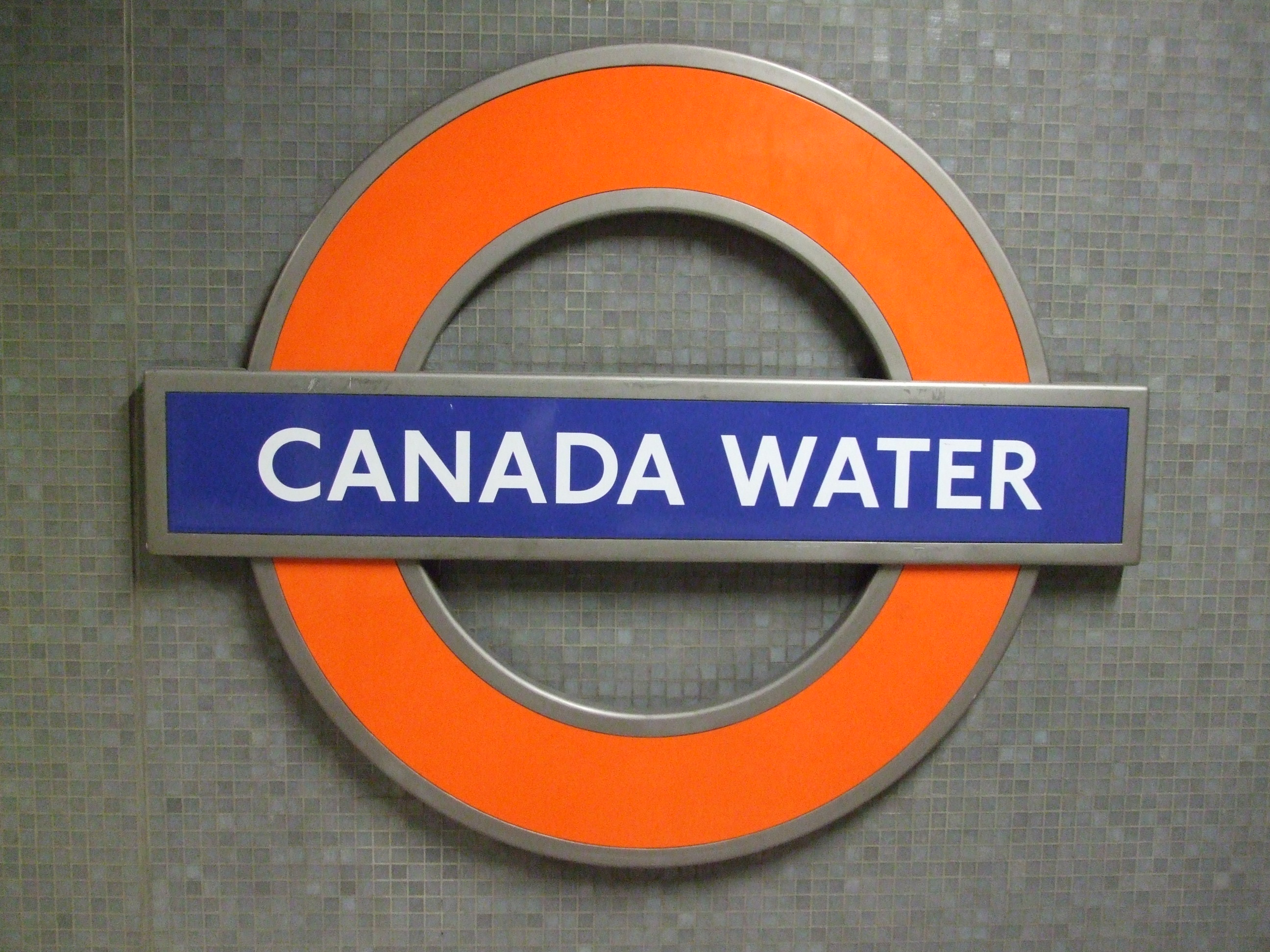
Przykładowe logo stacji (inne różnią się tylko tekstem)
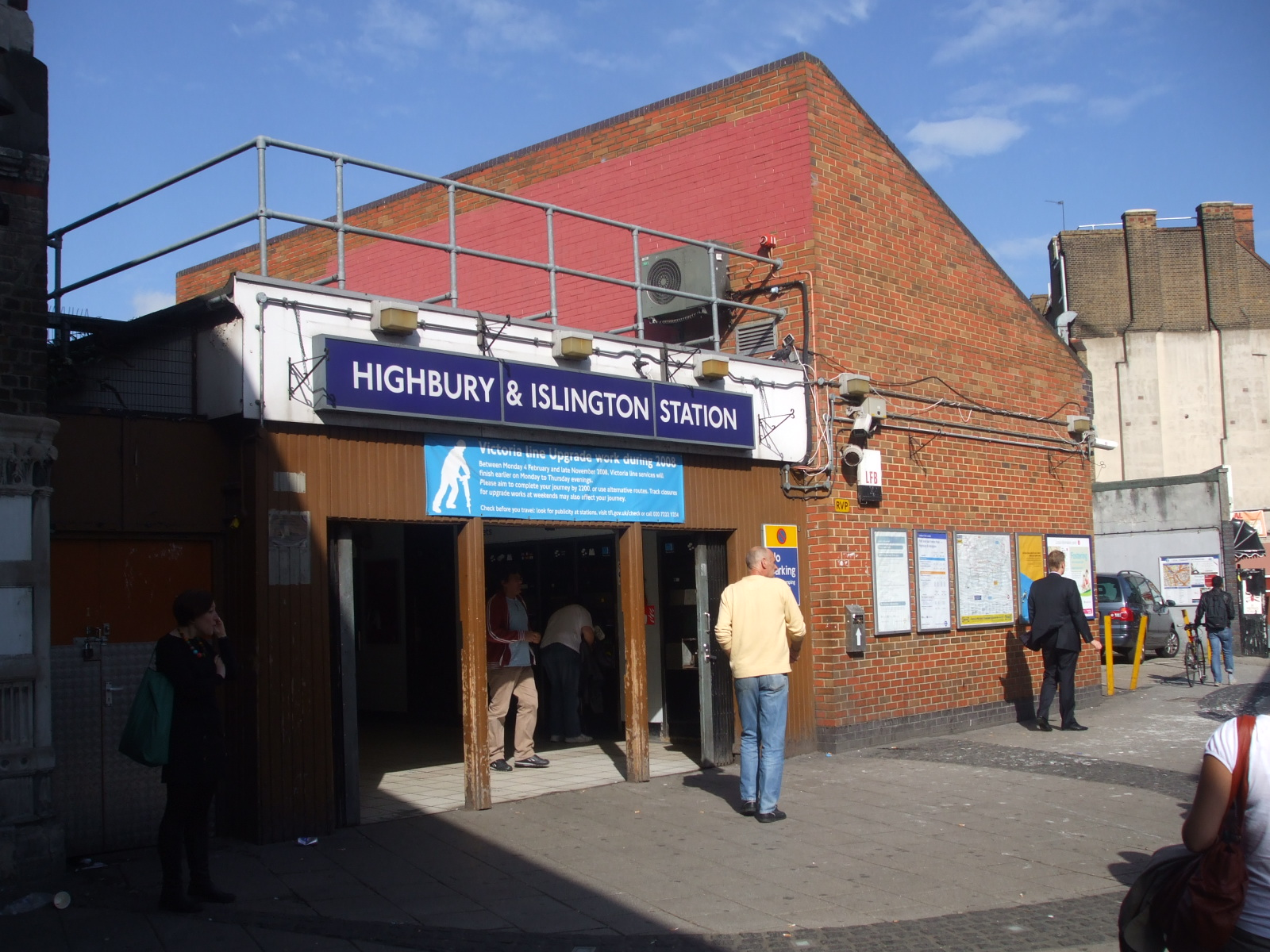
Budynek stacji Highbury & Islington, północnego krańca linii
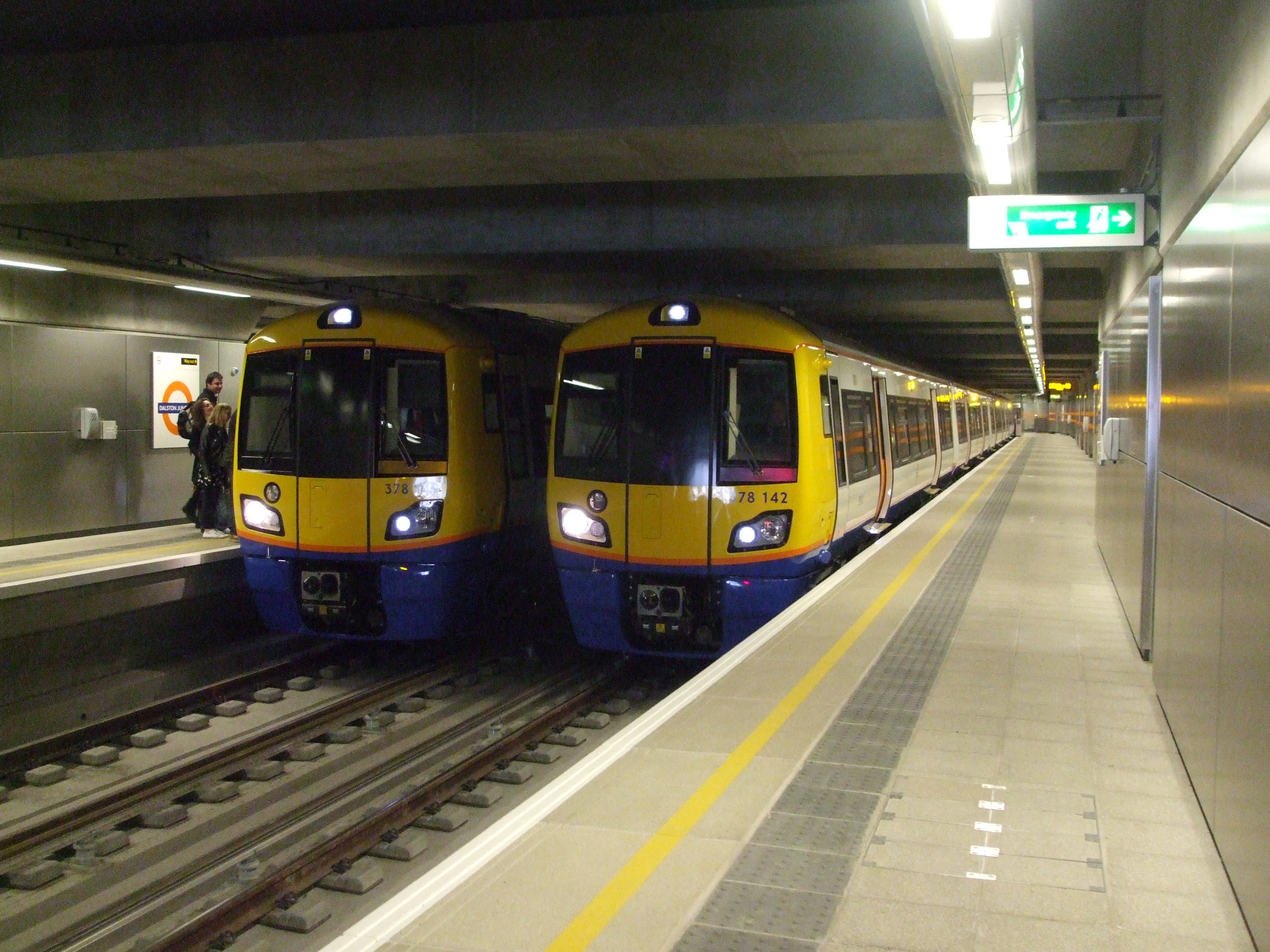
Dwa składy na stacji Dalston Junction
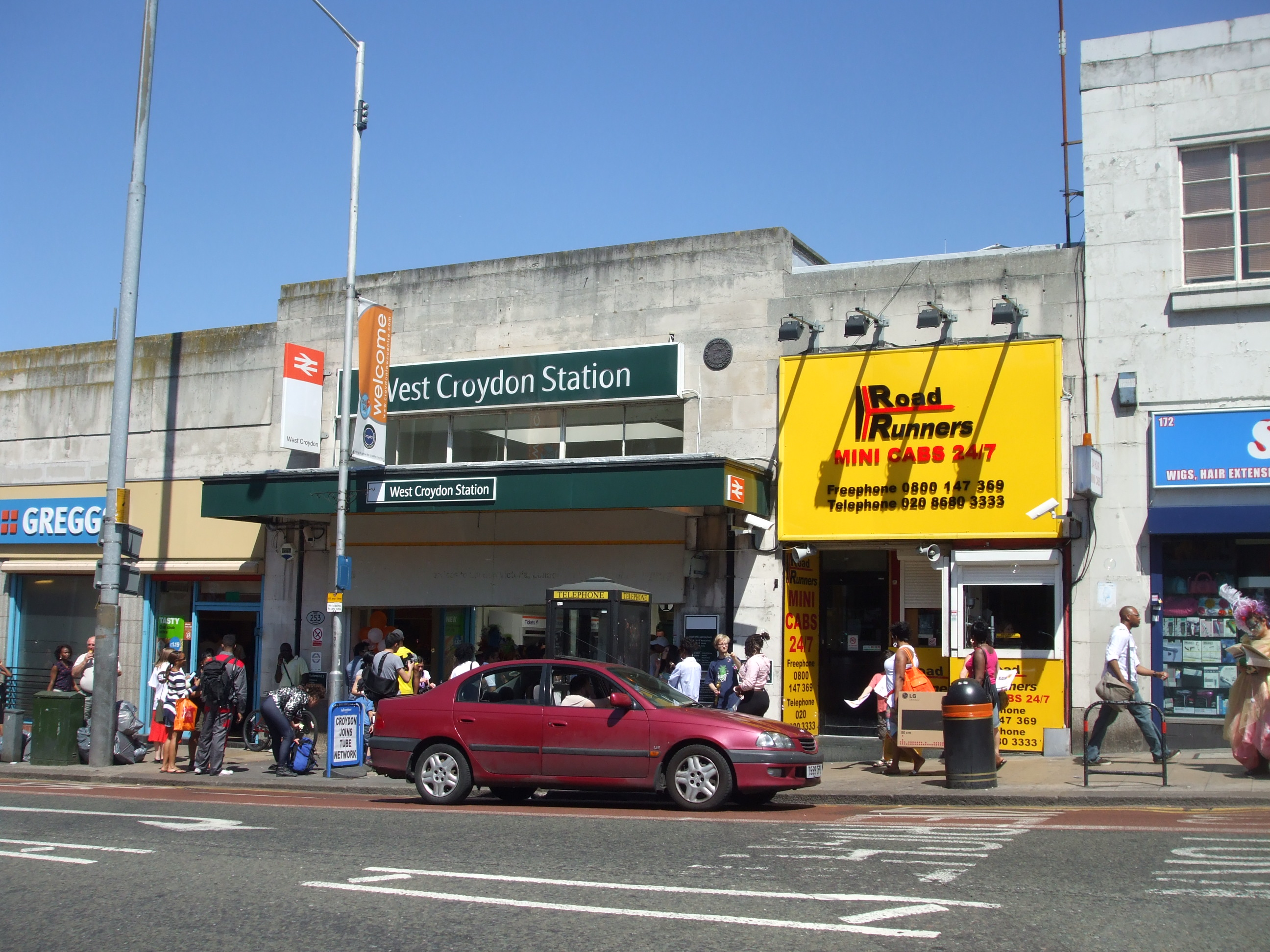
Stacja West Croydon, południowy kraniec